# Mrežni protokol
Mrežni protokol je komunikacijski protokol za razmjenu podataka između računala odnosno procesa, koji su povezani jedan s drugim u računalnoj mreži (podijeljeni sustav, distribuirano računarstvo Nastaje iz skupa pravila i formata (sintaksa) koji određuju komunikacijske odnose instanca koje komuniciraju u računalima (semantika). 
Razmjena novisti zahtijeva uglavnom zajednički rad različitih protokola koji preuzimaju različite zadaće, primjerice obitelj internetskih protokola. Za moći ovladati time povezanu složenost, pojedini su protokoli organizirani u stupnjeve (smjene, nje. Schichtenarchitektur, eng. multi-tier architecture). U prostoru takve arhitekture pripada svaki protokol jedne određene smjene i odgovoran je za obavljanje posebnih zadaća.